# Die zwölf Geschworenen (1963)
Die zwölf Geschworenen ist ein Fernsehfilm des ZDF. Er basiert auf Reginald Roses Fernsehspiel „Twelve Angry Men“, welches von Horst Budjuhn übersetzt wurde.

## Handlung
Nach sechs Verhandlungstagen eines Mordprozesses, in dem ein neunzehnjähriger Puerto-Ricaner aus den Slums des Mordes an seinem Vater beschuldigt wird, ziehen sich die zwölf Geschworenen in das Geschworenenzimmer des Gerichts zurück. Hier sollen sie über das Urteil beraten, das einstimmig gefällt werden muss. Dem Angeklagten droht im Falle des Schuldspruchs die Hinrichtung durch den elektrischen Stuhl. Aufgrund zweier eindeutiger Zeugenaussagen scheint der Schuldspruch eine klare Angelegenheit zu sein, die keine lange Beratung erfordert. Doch in der ersten Abstimmung stimmt der Geschworene Nr. 8 als einziger der zwölf Geschworenen für nicht schuldig, während die elf anderen mehr oder weniger überzeugt für eine Verurteilung des jungen Mannes stimmen.
Der Geschworene Nr. 8 kann nicht sagen, ob der Angeklagte unschuldig ist – er kann aber auch keine eindeutige Schuld beim mutmaßlichen Mörder erkennen und will nicht durch ein vorschnelles Urteil ein Menschenleben leichtfertig opfern. Einige Geschworene hingegen sind aus unterschiedlichen Motiven an einer raschen Beendigung der Beratung interessiert und drängen deshalb auf einen schnellen Schuldspruch, nicht zuletzt, da der Tag laut Wettervorhersage der heißeste des ganzen Jahres sein soll und die schwüle Atmosphäre für zusätzliche Spannung sorgt. Gegen den Protest der anderen rekonstruiert im weiteren Verlauf der Beratung der Geschworene Nr. 8 – zunehmend unterstützt von denjenigen, die sich nach und nach auf seine Seite schlagen – den angeblichen Tathergang und deckt Ungereimtheiten in der Beweisführung der Staatsanwaltschaft auf, die vom offenbar wenig engagierten Pflichtverteidiger des Angeklagten nicht hinterfragt worden sind.
Es gelingt dem Geschworenen Nr. 8 in hitzigen Auseinandersetzungen, die Argumente und die Vorurteile der Mitgeschworenen zu entkräften und sie wegen begründeter Zweifel vom Schuldspruch abzubringen. Als auch die zweite belastende Zeugenaussage sowie weitere Indizien infrage gestellt werden müssen, steht das Votum elf zu eins für „unschuldig“. Der aufbrausende Geschworene Nr. 3 ist der Letzte, der den Schuldspruch des Angeklagten aufrechterhält. Es wird offenbar, dass er befangen ist, da er sich mit seinem Sohn zerstritten und keinen Kontakt mehr zu ihm hat und nun seinen Hass auf den Angeklagten projiziert. Letztlich schließt er sich der Meinung der elf anderen Geschworenen an und votiert auch für einen Freispruch des Angeklagten.

## Produktion
Dieser Fernsehfilm stellt die dritte Verfilmung der Drehbuchvorlage von Reginald Rose dar, welche dieser ursprünglich für die Fernsehserie Studio One geschrieben hat, in deren Rahmen die erste Verfilmung 1954 im US-amerikanischen Fernsehen ausgestrahlt wurde.

## Weitere Fassungen
- Der Kinofilm aus dem Jahr 1957 ist die zweite und wesentlich berühmtere Verfilmung, welche das Kinoregiedebüt von Sidney Lumet darstellt, und mit Henry Fonda in der Hauptrolle und als Produzent für Aufmerksamkeit sorgte.

- 1997 drehte William Friedkin mit Die 12 Geschworenen eine weitere Fernsehfassung. Hier sind Jack Lemmon und George C. Scott in den Rollen von Henry Fonda und Lee J. Cobb zu sehen.

- 2007 entstand mit 12 eine russische Variation von Lumets Film, in dem Regisseur Nikita Michalkow einen jungen Tschetschenen als Vatermörder einführte.